# IBC岩手放送矢巾ラジオ送信所

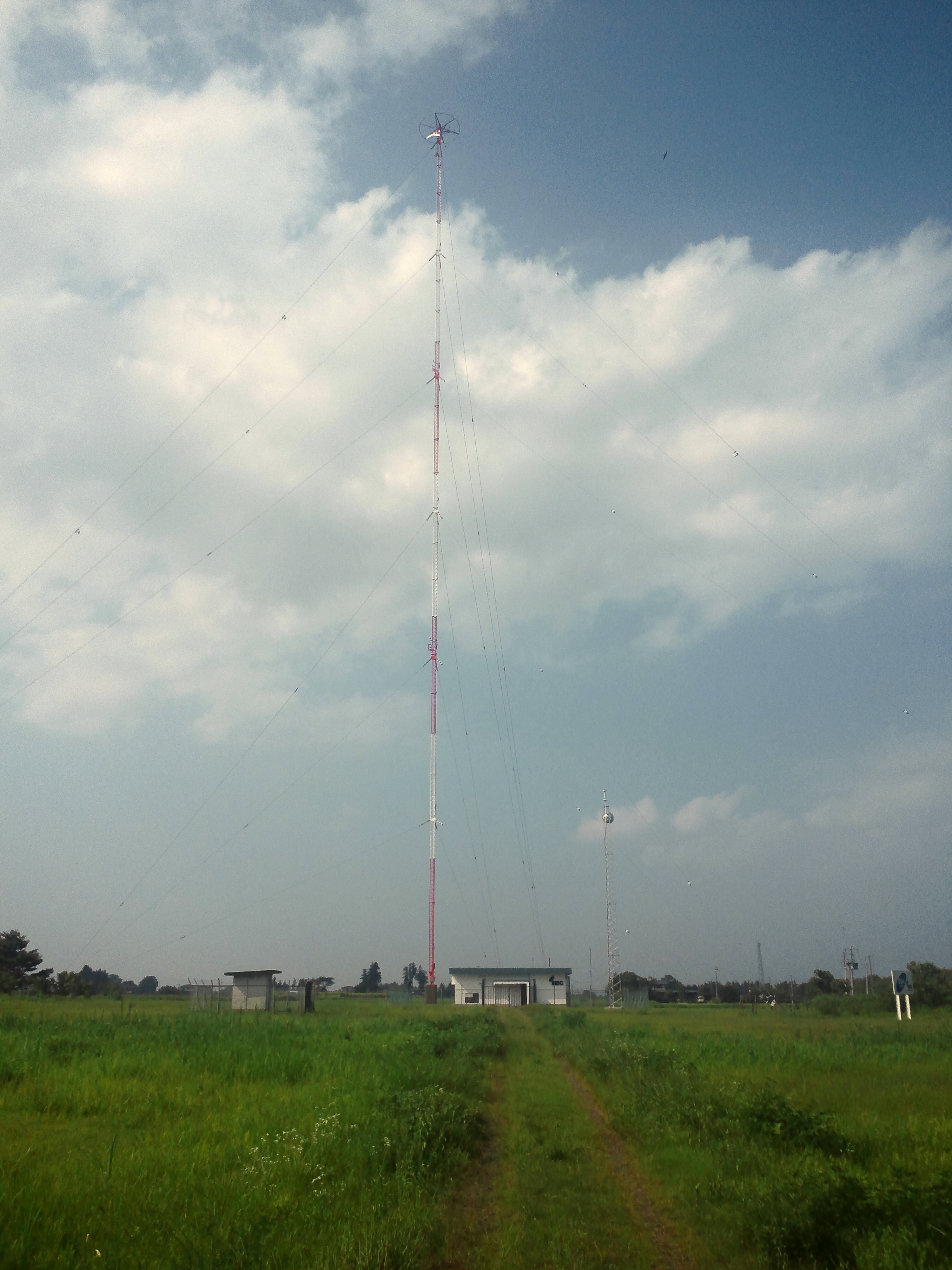
送信塔全景

IBC岩手放送矢巾ラジオ送信所（アイビーシーいわてほうそうやはばラジオそうしんじょ）は、IBC岩手放送が管理・運営する中波ラジオ送信所である。

## 所在地
- 紫波郡矢巾町煙山第23地割59-3（東北自動車道矢巾PA南西）

## 送信所送信施設概要
| 周波数 | 放送局名     | 呼出符号 | 空中線 電力 | 放送対象地域 | 放送区域 内世帯数 | 開局日          |
| ------ | ------------ | -------- | ----------- | ------------ | ----------------- | --------------- |
| 684kHz | IBC 岩手放送 | JODF     | 5kW         | 岩手県       | 約35万1000世帯    | 1971年 12月25日 |

- 鉄塔高さ：120m（トラス柱）
- 鉄塔は航空法に基づき、上空の航空機から識別しやすいよう紅白に塗られている他、夜間は航空障害灯が点灯する（中間部は点灯、頂上部は点滅）。

## 放送区域
- 岩手県内陸部の広範囲をカバーしている。
- 二戸地区も当送信所の受信エリアに含まれているが、山間部である事から、夜間は隣接する周波数を使用する放送局との混信が激しく、局側も当送信所に県北方面への指向性を付加したが状況は改善せず、IBCラジオでは2006年1月23日より、自社制作番組の一部をコミュニティFM局「カシオペアFM」で再送信することで対応している（著作権法及び放送法の関係上、JRN及びNRNの箱番組=ラインネット・テープネット番組の再送信は行っていない）。指向性を付けていた頃に使用された整合函は、そのまま敷地内に残された。

## その他
- 2011年3月11日の東日本大震災発生時、ライフラインの麻痺により、スタジオがあるIBC本社に備蓄された燃料が枯渇する恐れが生じた際、この送信所にアナウンサーやスタッフを送り込んで放送を続けることが検討されたが、燃料不足が回避されたため行われることはなかった（『その時、ラジオだけが聴こえていた』竹書房、28ページ）。
- IBCの送信施設は、1953年12月25日（開局日）から1971年12月24日まで、現在の盛岡市青山地区（当時の地名は盛岡市大字下厨川字赤袰前16番地）に送信所を置いていたが、施設の老朽化と周辺地区の都市化進行により現在地へと移転した。青山地区の跡地はしばらく「青山ガーデン」の名で岩手放送などが主催するイベントの会場として活用されていた時期がある（現存せず。その後跡地は中古車販売店を経て、2001年1月にスーパーマーケットのマイヤ青山店となる）。なお青山時代の1967年に施設は無人化（自動化）している。

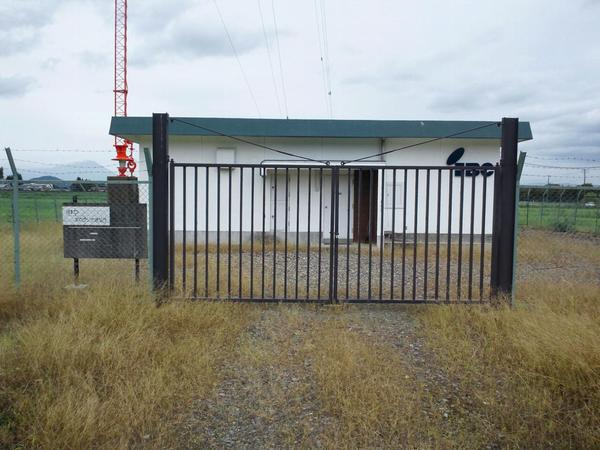
局舎
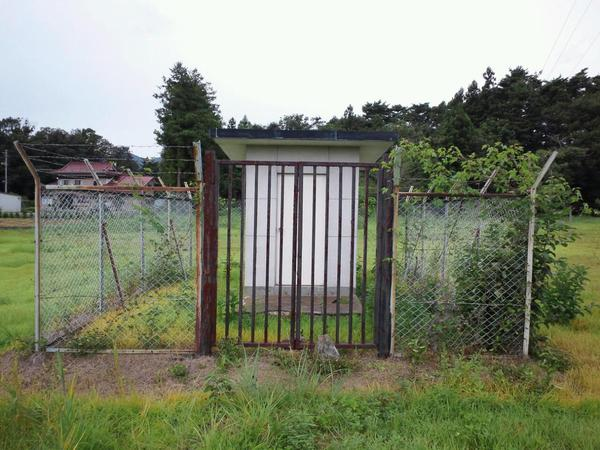
局舎横に残された整合函
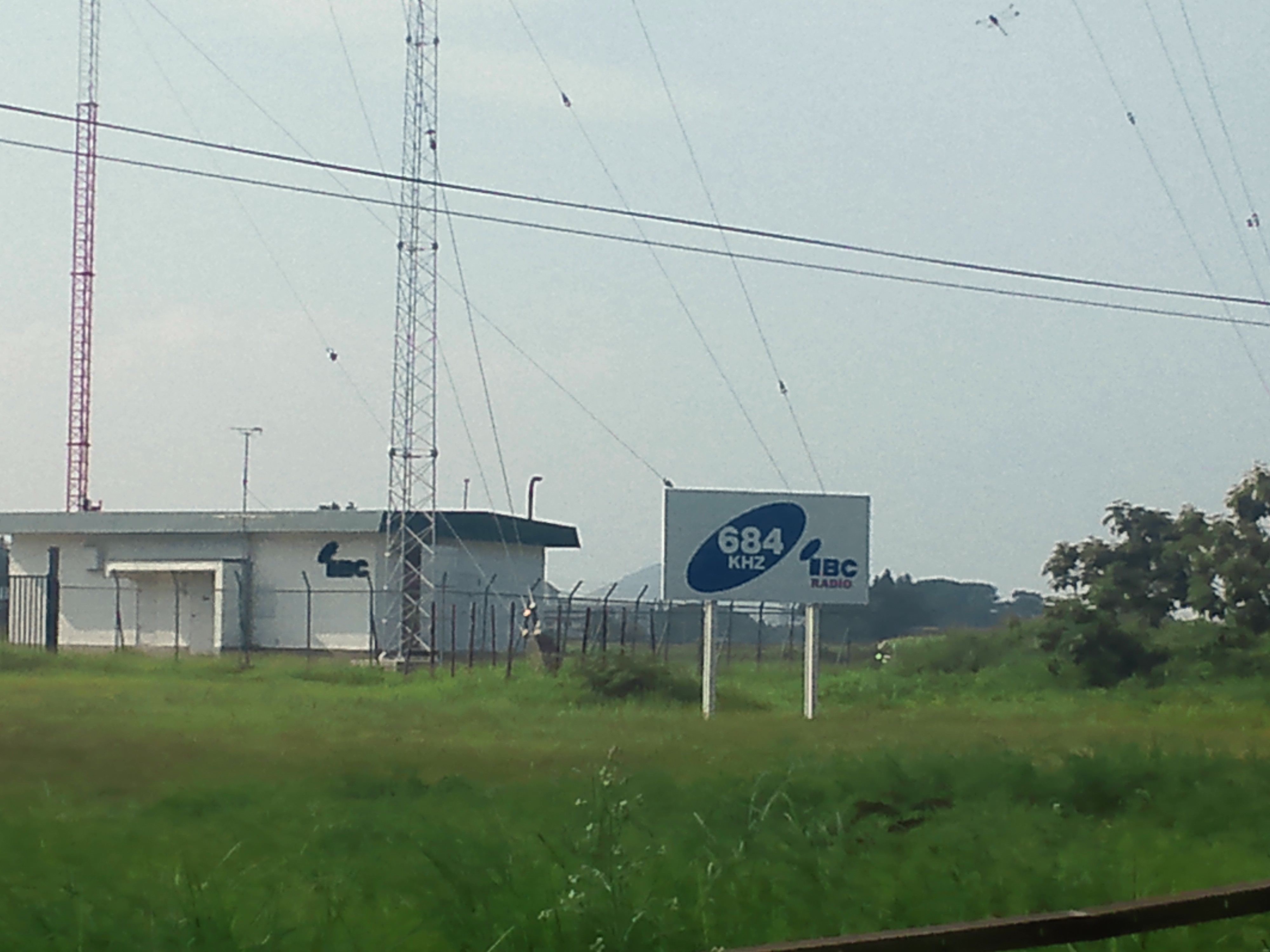
東北自動車道側に周波数を記した看板が立つ